# São João Baptista (Porto de Mós)
São João Baptista ist ein Ort und eine ehemalige Gemeinde (Freguesia) im portugiesischen Kreis Porto de Mós. Die Gemeinde hatte 3087 Einwohner (Stand 30. Juni 2011).
Am 29. September 2013 wurden die Gemeinden Porto de Mós (São João Baptista) und Porto de Mós (São Pedro) zur neuen Gemeinde Porto de Mós — São João Baptista e São Pedro zusammengeschlossen.